# Mi'irabawi
Mi'irabawi (o Tigrè occidentale) è una delle zone amministrative in cui è suddivisa la regione dei Tigrè in Etiopia.

## Woreda
La zona è composta da 9 woreda:
1. Awra
2. Dansha town
3. Kafta Humera
4. Korarit
5. May Gaba
6. May Kadra
7. Setit Humera
8. Tsegede
9. Welkait